# Adolphe Zünd-Burguet
 (avril 2024).
Si vous disposez d'ouvrages ou d'articles de référence ou si vous connaissez des sites web de qualité traitant du thème abordé ici, merci de compléter l'article en donnant les références utiles à sa vérifiabilité et en les liant à la section « Notes et références ».
Pour les articles homonymes, voir Zünd et Burguet.
Adolphe (Pie-Adolphe) Zünd-Burguet, né le 11/04/1870 à Altstatten (Suisse) et mort le 6/08/1937 à Claye-Souilly, était un spécialiste des troubles de la parole.

## Biographie
Maître de conférence à l'Institut catholique de Paris, il a été aussi Directeur du Gymnase de la voix et attaché au Laboratoire de phonétique expérimentale de l'Abbé Rousselot au Collège de France. Il a été, avec Paul Olivier, secrétaire de rédaction de la revue La Parole ou Revue internationale de Rhinologie, Otologie, Laryngologie et Phonétique expérimentale à partir de 1899, revue fondée par Marcel Natier, docteur en médecine et l’abbé Jean Pierre Rousselot, phonéticien. Il a assuré seul cette fonction dès 1901. Il a été ensuite remplacé en 1903 par Fauste Laclotte, professeur de phonétique expérimentale aux cours de l'Alliance française. Il fut l’éditeur scientifique de la revue La rééducation auditive, vocale, respiratoire, revue trimestrielle, qui ne parut que sept fois en 1913 et 1914 et dans laquelle il publia de nombreux articles.

## Distinctions
- Chevalier de la Légion d'honneur
- Croix de guerre
- Officier de l'instruction publique
- Officier du Mérite agricole
- Commandeur du Nichan Iftikhar

## Ouvrages
- La phonétique expérimentale appliquée à l'enseignement des langues vivantes, Paris : Alliance française, 1898.
- Praktische Übungen zur Aussprache des Französischen in methodischen Anordnung, Paris : Welter, 1901.
- Exercices pratiques et méthodiques de prononciation française, 1901.
- Méthode pratique, physiologique et comparée de prononciation française, Paris : Gymnase de la Voix, 1902. archive.org
- Défauts de prononciation et anomalies de la dentition, étude expérimentale et pratique, Paris : Gymnase de la voix, 1902.
- Guérison des défauts de prononciation (application pratique de la phonétique expérimentale), Gymnase de la voix (Paris), 1902, 27 p.
- Das französische alphabet in bildern : Schüler-ausg. zu: Méthode pratique, physiologique et comparée de prononciation française, Marburg Hessen : N.G. Elwert, 1903.
- Études de phonétique expérimentale, tome 1, Paris : Travaux du gymnase de la voix, 1904. * Exercices pratiques et méthodiques de prononciation française : spécialement arrangés pour les études pratiques aux universités et les cours de vacances, Marburg Hessen : N. G. Elwert, 1906, 2e éd 1919.
- Traitement physiologique de la surdité progressive, Paris : l'auteur, 1907 – 1910.
- Principes d'anacousie (rééducation auditive), Paris : Maloine, 1913. Préface du professeur Charles-Marie Gariel, (1841 - 1924).
- Conduction sonore et audition, étude historique, critique et expérimentale, tome 1, Paris Maloine, 1914.
- Étude physiologique et pratique sur les troubles externes de la parole ou mécaniques de la parole, Paris, 1887-1930.
  - I [sans titre]
  - II Considérations générales sur les troubles externes ou mécaniques de la parole
  - III Le sigmatisme
  - IV Correction du sigmatisme
  - V Le nasonnement
  - VI Correction du nasillement et du nasonnement
  - VII Correction des défauts de prononciation provenant des divisions labio-palatines et le lambdacisme

## Articles
- Applications pratiques de la Phonétique expérimentale (première partie), La Parole, 1899.
- Applications pratiques de la Phonétique expérimentale (seconde partie), La Parole, 1899.
- De la prononciation de l’s et du ch, La Parole, 1899.
- Emploi du signal du larynx, La Parole, 1899.
- De la valeur comparative des procédés médicaux ou chirurgicaux et des exercices orthophoniques dans le domaine de certains vices de prononciation, La Parole, 1901. gallica.bnf.fr
- Rectification de la parole et développement des restes auditifs chez un sourd-muet, La Parole, 1901. gallica.bnf.fr
- La méthode phonotechnique dans l'enseignement de la prononciation des langues vivantes, Revue de phonétique, 6, 1929. gallica.bnf.fr

## Iconographie
- The cover page of the instruction leaflet which accompanied Zünd-Burguet
- Instruments d'orthophonie. Instruments dédiés à la méthode phonotechnique, fabrication Adolphe Zünd-Burguet. Coffret d'instruments de la méthode phonotechnique de l'Institut de Phonétique. Collection Charles Cros. BNF